# Coup d'État (Plasmatics)
Coup d'État è un album della band punk rock dei Plasmatics pubblicato nel 1982 dalla Capitol Records.
Il disco è ritenuto da molti il capolavoro assoluto della band di Wendy O. Williams e nel 2000 il demo originale, è stato ripubblicato con il nome Coup de Grace.

## Tracce
1. Put Your Love In Me
2. Stop
3. Rock N Roll
4. Lightning Breaks
5. No Class (Motörhead Cover)
6. Mistress Of Taboo
7. Country Fairs
8. Path Of Glory
9. Just Like On TV
10. The Damned

Bonus tracks
1. Uniformed Guards (work-in-progress recording)
2. Put Your Love In Me (Demo)
3. Stop (demo)
4. Coup d'Etat Radio Ad (previous unheard)

## Formazione
- Wendy O. Williams - voce, sassofono, martello
- Richie Stotts - chitarra
- Wes Beech - chitarra, tastiere
- Chris Romanelli - basso, tastiere
- T.C. Tolliver - batteria